# Erdölwerke Frisia

Markenzeichen der Erdölwerke Frisia AG

Die Erdölwerke Frisia AG waren eine Raffinerie mit zugehörigem Tanklager im Emder Hafen, deren Benzin auch an einer eigenen Tankstellenkette unter dem Markennamen FRISIA (Slogan FRISIA – Das große Markenbenzin zum fairen Preis) verkauft wurde.

## Geschichte
Der Grundstein zur Raffinerie wurde 1957 vom Schweizer Gottlieb Duttweiler gelegt, der den etablierten Ölkonzernen mit niedrigen Preisen Konkurrenz machen wollte und daher eine eigene Versorgung für seine Migrol-Tankstellen brauchte. Der Raffineriebetrieb wurde am 25. August 1960 aufgenommen. Es zeigte sich jedoch schnell, dass die auf Erzeugung von schwerem Heizöl ausgelegte Raffinerie nicht wirtschaftlich arbeiten konnte, da sich der Absatzmarkt von schwerem zu leichtem Heizöl und Benzin verschoben hatte, sowie andere Raffinerien mit den immer größer werdenden Supertankern direkt beliefert werden konnten, wohingegen das Rohöl für die Frisia aufgrund des nur mit relativ kleinen Schiffen (bis 28.000 t) befahrbaren Hafens immer erst in kleinere Tanker umgeschlagen werden musste.
Trotz der Eröffnung eines weiteren Tanklagers im Emder Ölhafen und der Umstellung auf leichtes Heizöl wurde die Raffinerie mit dem mittlerweile aufgebauten FRISIA-Tankstellennetz mit rund 700 Stationen 1965 an die Saarbergwerke verkauft, die wegen der fehlenden Wirtschaftlichkeit aber bereits im Juli 1970 an die Gulf Oil Corp. weiterverkauften. Auch die VEBA, welche die Raffinerie im August 1973 übernahm und das Tankstellennetz an die Stinnes KG weiterverkaufte (Markenname Fanal), konnte die Ertragslage der Frisia nicht ändern. Die Bochumer Mineralölgesellschaft (BOMIN), die die Frisia zum Jahreswechsel 1977/1978 von der Veba übernommen hatte, stellte schließlich aufgrund der fehlgeschlagenen Pläne zum Umbau der Raffinerie in ein Hydrierwerk Mitte März 1978 die Rohölverarbeitung ein und musste den Großteil der Belegschaft entlassen. Mit dem Konkurs der BOMIN-Gruppe im Frühjahr 1983 wurde die Ölverarbeitung schließlich am 1. Oktober 1984 ganz eingestellt und die Mitarbeiterzahl auf rund 30 Personen reduziert. Auch der letzte Wiederbelebungsversuch durch die belgische Tochter des Ölhändlers Aectra aus Texas/USA, die die Raffinerie im Juli 1990 kaufte, um eine Naphtha-Produktion aufzubauen, scheiterte im Januar 1992 mit dem Konkurs und der endgültigen Schließung der Raffinerie.

## Heute
Die Raffinerianlagen und -gebäude auf dem neben dem Emder VW-Werk gelegenen Gelände wurden 2001 abgerissen, der Boden saniert und die Fläche zum Industriepark Frisia ausgebaut, in dem heute im Wesentlichen Automobilzulieferer angesiedelt sind. Das Frisia-Tanklager an der Eichstraße im Ölhafen besteht noch heute und wird zur Lagerung von Flüssigkeiten genutzt.